# フリードリッヒ・ヘルマン・ヴェルファート

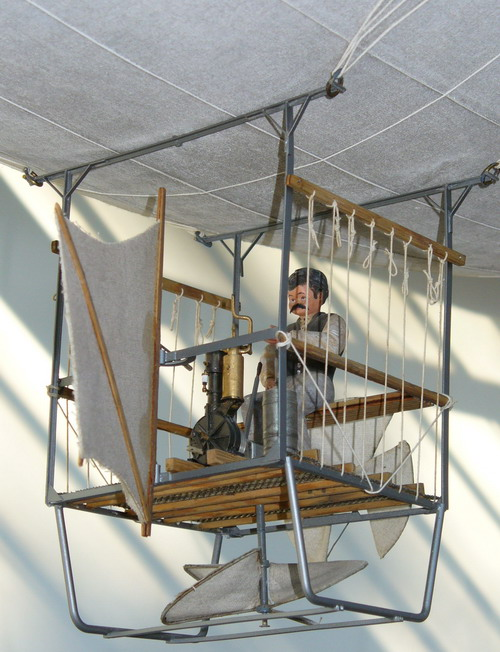
ヴェルファートの飛行船のモデル

フリードリッヒ・ヘルマン・ヴェルファート（Friedrich Hermann Wölfert、1850年11月17日 - 1897年6月12日）はドイツの印刷業者で飛行船のパイオニアである。
Kreis SangerhausenのRiethnordhausenに生まれた。1870年にライプツィヒで神学、哲学を学んだ。1873年に自ら出版社を設立した。自らの執筆したものを含めて、50冊以上の本と新聞を出版した。1879年にドイツの飛行船の先駆の一人で森林管理官のゲオルク・バウムガルテンと出会い、資金面も含めて飛行船の開発に協力した。バウムガルテンが設計した飛行船の実験を行なったが、政府がバウムガルテンの実験を禁止した後はヴェルファートの名前で実験は続けられた。1880年1月31日、Dreigondelluftschiff（3ゴンドラ飛行船）が飛行し、墜落したが、さらに軟式飛行船の実験を続けた。1881年9月8日に航空振興協会（Verein zur Förderung der Luftschifffahrt）を設立した。
1881年に出版社を売却し、1884年にバウムガルテンが没した後も、人力駆動の飛行船ドイチュランドなど7機の飛行船を製作した。1887年のドレスデンでの飛行の記事をゴットリープ・ダイムラーが読み、ヴェルファートをカンシュタットに招き、航空機用の内燃機関エンジンを開発することになった。1888年8月10日、ダイムラーのStanduhrエンジンを積んだ飛行船はカンシュタットから10kmの距離を往復した。その後各地で飛行を行なった。1896年からのベルリン大商業博覧会（Berliner Gewerbeausstellung）に飛行船を展示し、ハンガーをスポンサーが建設し、少なくとも3回の飛行を行い、1896年5月20日に当時の記録の1,940mの高さに到達した。
1897年6月12日、ギリシャ、中国、日本からの大使、軍人などの賓客を迎えて行なった飛行で数百mまで上昇した時、飛行船は災に包まれ、ゴンドラは地上に落下し、ヴェルファートは死亡した。